# ОШ „Вук Караџић” Стубал
ОШ „Вук Караџић” у Стублу, једна је од установа основног образовања на територији општине Владичин Хан.
Школа је почела са радом школске 1896/97. године у приватној згради „Дудулинска мејана”. Њен први учитељ, Риста Стевановић имао је тада 25 ученика. Услед повећања броја ученика указала се потреба за изградњом школске зграде, тако да се школа уселила 1. септембра 1902. године у нову зграду.
Преломна година у раду Основне школе у Стублу је 1958. година. Те године четвороразредна школа прераста у осмогодишњу и почиње да ради као потпуна, централна Основна школа. Године 1975. школа је имала највећи број одељења, ученика и радника, јер су јој припојене потпуне основне школе из насеља Белишево и Јагњило.
Основна школа у Стублу постигла је велики успех и на описмењавању одраслих. За тај успех школа је награђена Златним словом.
Данас школа у Стублу у свом саставу има 19 одељења, од којих је 10 у централној школи и 9 у подручним школама у: Лепеници, Грамађу, Богошеву, Врбову, Прибоју и Мазараћу.